# Lista över robotvapen
Det här är en lista över robotvapen.

## 1
- 10KhN
- 11K64

## 2
- 217/I
- 217/II
- 2K11 Krug
- 2K12 Kub

## 3
- 3M11 Falanga

## 9
- 9K31 Strela-1
- 9K32 Strela-2
- 9K33 Osa
- 9K34 Strela-3
- 9K35 Strela-10
- 9K38 Igla
- 9K114 Sjturm
- 9M14 Maljutka
- 9M111 Fagot
- 9M113 Konkurs
- 9M120 Ataka
- 9M121 Vichr

## A
- AAM-N-4 Oriole
- AAM-N-5 Meteor
- Able
- ADM-20 Quail
- AGM-12 Bullpup
- AGM-28 Hound Dog
- AGM-45 Shrike
- AGM-48 Skybolt
- AGM-53 Condor
- AGM-62 Walleye
- AGM-65 Maverick
- AGM-69 SRAM
- AGM-78 Standard ARM
- AGM-79 Blue Eye
- AGM-80 Viper
- AGM-83 Bulldog
- AGM-84 Harpoon
- AGM-86 ALCM
- AGM-87 Focus
- AGM-88 HARM
- AGM-109 Tomahawk
- AGM-114 Hellfire
- AGM-119 Penguin
- AGM-122 Sidearm
- AGM-123 Skipper II
- AGM-124 Wasp
- AGM-129 ACM
- AGM-130
- AGM-131 SRAM II
- AGM-142 Have Nap
- AGM-158 JASSM
- AGM-159 JASSM
- AGM-169 JCM
- AGR-14 ZAP
- AIM-4 Falcon
- AIM-7 Sparrow
- AIM-9 Sidewinder
- AIM-26 Falcon
- AIM-47 Falcon
- AIM-54 Phoenix
- AIM-68 Big Q
- AIM-82
- AIM-95 Agile
- AIM-97 Seekbat
- AIM-120 AMRAAM
- AIM-132 ASRAAM
- AIM-152 AAAM
- AIR-2 Genie
- ALARM
- AS-1
- AS.30L
- ASM-135 ASAT
- ASM-N-2 Bat
- ASM-N-6 Omar
- ASM-N-8 Corvus
- ASMP
- AUM-N-6 Puffin

## B
- BGM-71 TOW
- BGM-75 AICBM

## C
- C-802
- CGM-13 Mace
- CIM-10 Bomarc
- CSS-N-7

## D
- Diamond Buck

## E
- Enzian
- ERYX
- Exocet

## F
- Feuerlilie
- FGM-77 Dragon
- FGM-148 Javelin
- FGM-172 SRAW
- FGR-17 Viper
- FIM-43 Redeye
- FIM-92 Stinger

## G
- GAM-67 Crossbow
- Ghauri
- Gorgon

## H
- HGM-16 Atlas
- HGM-25A Titan I
- Hs 293
- HOT

## J
- JB-2 Loon

## K
- KAN Little Joe
- Kormoran
- Kustrobot 08

## L
- Lark
- LGM-25C Titan II
- LGM-30 Minuteman
- LGM-118 Peacekeeper
- LIM-49 Spartan
- Loki

## M
- Mark 32
- Mark 34
- Martel
- Matra Mistral
- MGM-1 Matador
- MGM-5 Corporal
- MGM-18 Lacrosse
- MGM-21
- MGM-22
- MGM-29 Sergeant
- MGM-31 Pershing
- MGM-32 Entac
- MGM-51 Shillelagh
- MGM-52 Lance
- MGM-134 Midgetman
- MGM-140 ATACMS
- MGM-157 EFOGM
- MGM-164
- MGM-166 LOSAT
- MGM-168
- MGR-1 Honest John
- MGR-3 Little John
- MIM-3 Nike Ajax
- MIM-14 Nike Hercules
- MIM-23 Hawk
- MIM-46 Mauler
- MIM-72 Chaparral
- MIM-104 Patriot
- MIM-115 Roland
- MIM-146 ADATS
- MQM-8 Vandal

## P
- Petrel
- PGM-11 Redstone
- PGM-17 Thor
- PGM-19 Jupiter
- PWN-3 Nike-Cajun

## R
- R-16
- Rascal
- Rat
- Raven
- RGM-6 Regulus
- RGM-15 Regulus II
- RGM-165 LASM
- Rheintochter R-1
- RIM-2 Terrier
- RIM-7 Sea Sparrow
- RIM-8 Talos
- RIM-24 Tartar
- RIM-46 Sea Mauler
- RIM-50 Typhon LR
- RIM-55 Typhon MR
- RIM-66 Standard MR
- RIM-67 Standard ER
- RIM-116 RAM
- RIM-156 Standard
- RIM-161
- RIM-162 ESSM
- Robot 17
- Robot 24 Sidewinder
- Robot 27 Falcon
- Robot 56 Bill
- Robot 71 Skyflash
- Robot 74 Sidewinder
- Robot 75 Maverick
- Robot 99 AMRAAM
- Robotsystem 15
- Robotsystem 23
- Robotsystem 65
- Robotsystem 68
- Robotsystem 69
- Robotsystem 70
- Robotsystem 77
- Robotsystem 90
- Robotsystem 97
- RTV-N-2 Gargoyle
- Ruhrstahl X-4
- RUM-139
- RUR-4
- RUR-5 ASROC

## S
- S-200
- S-225
- S-300
- SA-1 Guild
- SA-2 Guideline
- SA-3 Goa
- SA-4 Ganef
- SA-5 Gammon
- SA-6 Gainful
- SA-7 Grail
- SA-8 Gecko
- SA-9 Gaskin
- SA-10 Grumble
- SA-11 Gadfly
- SA-12 Gladiator/Giant
- SA-13 Gopher
- SA-14 Gremlin
- SA-15 Gauntlet
- SA-16 Gimlet
- SA-17 Grizzly
- SA-18 Grouse
- SA-19 Grison
- SA-20 Gargoyle
- SA-21 Growler
- SA-22 Greyhound
- SA-24 Grinch
- SA-N-1 Goa
- SA-N-2 Guideline
- SA-N-3 Goblet
- SA-N-4 Gecko
- SA-N-5 Grail
- SA-N-6 Grumble
- SA-N-7 Gadfly
- SA-N-8 Gremlin
- SA-N-9 Gauntlet
- SA-N-10 Grouse
- SA-N-11 Grisom
- SA-N-12 Grizzly
- SA-N-14 Grouse
- SA-N-20 Gargoyle
- SAM-A-1 GAPA
- SAM-A-19 Plato
- SAM-N-8 Zeus
- Schmetterling
- Scud
- Sea Eagle
- Sea Skua
- Sea Slug
- Semjorka
- Shahab-3
- SM-62 Snark
- SM-64 Navaho
- Sprint (robot)
- SS-4
- SS-N-1 Scrubber
- SS-N-2 Styx
- SS-N-3 Shaddock
- SS-N-7 Starbright
- SS-N-9 Siren
- SS-N-12 Sandbox
- SS-N-14 Silex
- SS-N-15 Starfish
- SS-N-16 Stallion
- SS-N-19 Shipwreck
- SS-N-21 Sampson
- SS-N-22 Sunburn
- SS-N-25 Switchblade
- SS-N-26 Strobile
- SS-N-27 Sizzler
- SSC-2A
- SSM-N-2 Triton
- SSM-N-4 Taurus
- SSM-N-6 Rigel
- SS.10
- SS.11
- SS.12

## T
- Taepodong-2

## U
- UGM-27 Polaris
- UGM-73 Poseidon
- UGM-89 Perseus
- UGM-96 Trident I
- Umkhonto
- UUM-44 Subroc

## V
- V-1
- V-2

## W
- Wagtail
- Wasserfall